# كين براون (موسيقي)
كين براون (بالإنجليزية: Ken Brown)‏ هو عازف قيثارة وموسيقي بريطاني، ولد في 1940 في Enfield, London ‏ في المملكة المتحدة، وتوفي في 9 يونيو 2010 في إسكس في المملكة المتحدة بسبب نفاخ رئوي.

## وصلات خارجية
- كين براون على موقع ميوزك برينز (الإنجليزية)